# Sephena fuscara
Sephena fuscara är en insektsart som beskrevs av Medler 2000. Sephena fuscara ingår i släktet Sephena och familjen Flatidae. Inga underarter finns listade i Catalogue of Life.